# 自衛隊香川地方協力本部
自衛隊香川地方協力本部（じえいたいかがわちほうきょうりょくほんぶ、Kagawa Provincial Cooperation Office）は、香川県高松市サンポート3-33高松サンポート合同庁舎南館2階に所在する、自衛隊地方協力本部のひとつ。陸・海・空自衛隊共同の機関だが、通常は陸上自衛隊の中部方面総監の指揮監督下にある。管轄する地域における防衛省・自衛隊の総合窓口として香川県管内で活動する。

## 沿革
- 1956年（昭和31年）8月1日 - 自衛隊香川地方連絡部が編成。
- 2006年（平成18年）7月31日 - 自衛隊香川地方協力本部に改編。
- 2017年（平成29年）11月20日 - 本部庁舎が「高松サンポート合同庁舎」南館2階に移転し、開庁式を挙行[2]。

## 出先機関
- 丸亀地域事務所　担当地区：丸亀市、坂出市、綾川町、宇多津町
- 善通寺地域事務所　担当地区：善通寺市、琴平町、多度津町、まんのう町
- 観音寺地域事務所　担当地区：観音寺市、三豊市
- さぬき地域事務所　担当地区：さぬき市、東かがわ市、三木町
- 高松募集案内所　担当地区：高松市、直島町、土庄町、小豆島町

## 主要幹部
| 官職名                   | 階級    | 氏名     | 補職発令日     | 前職                           |
| ------------------------ | ------- | -------- | -------------- | ------------------------------ |
| 自衛隊香川地方協力本部長 | 1等陸佐 | 谷本秀典 | 2025年08月01日 | 陸上自衛隊教育訓練研究本部勤務 |

| 代 | 階級    | 氏名       | 在職期間                                                    | 出身校・期              | 前職                                         | 後職                                                          |
| -- | ------- | ---------- | ----------------------------------------------------------- | ----------------------- | -------------------------------------------- | ------------------------------------------------------------- |
| 01 | 2等陸佐 | 佐伯信隆   | 1956年08月01日 - 1959年03月16日                             | 九州帝国大学 昭和8年卒  | 第4管区総監部法務課長                        | 自衛隊大阪地方連絡部付 →1959年5月13日 定年退官（1等陸佐昇任） |
| 02 | 2等陸佐 | 篠田健一   | 1959年03月17日 - 1961年07月31日 ※1961年01月01日 1等陸佐昇任 | 陸士46期                | 真駒内駐とん地業務隊長 （2等陸佐）           | 第17普通科連隊長 兼 山口駐とん地司令                          |
| 03 | 1等陸佐 | 新名正憲   | 1961年08月01日 - 1964年03月15日                             | 宮崎高等農林 昭和9年卒  | 武山駐とん地業務隊長                         | 市ヶ谷駐とん地業務隊長                                        |
| 04 | 2等陸佐 | 下川正次   | 1964年03月16日 - 1966年07月15日 ※1965年01月01日 1等陸佐昇任 | 京都帝国大学 昭和14年卒 | 陸上自衛隊需品補給処調達会計部長 （2等陸佐） | 陸上自衛隊関西地区補給処 調達会計部長                         |
| 05 | 1等陸佐 | 廣田行夫   | 1966年07月16日 - 1970年03月15日                             | 陸士51期                | 自衛隊函館地方連絡部長                       | 第2教育団本部付 →1970年6月1日 停年退官                        |
| 06 | 1等陸佐 | 竹内繁秋   | 1970年03月16日 - 1971年07月15日                             | 東京農業大学 昭和14年卒 | 中部方面総監部第1部長                        | 中部方面総監部総務課勤務                                      |
| 07 | 1等陸佐 | 浮田高明   | 1971年07月16日 - 1973年03月15日                             | 香川師範学校 昭和20年卒 | 陸上幕僚監部付                               | 防衛研修所所員                                                |
| 08 | 1等陸佐 | 秋山公行   | 1973年03月16日 - 1976年03月15日                             | 陸士57期                | 陸上自衛隊富士学校勤務                       | 陸上自衛隊富士学校勤務                                        |
| 09 | 1等陸佐 | 平野修一   | 1976年03月16日 - 1978年03月15日                             | 海兵76期                | 陸上自衛隊富士学校管理部 演習場管理課長      | 装備開発実験隊副隊長                                          |
| 10 | 1等陸佐 | 稲益正清   | 1978年03月16日 - 1980年03月16日                             | 佐賀大学                | 第2教育団本部訓練科長                        | 中部方面総監部人事部募集課長                                  |
| 11 | 1等陸佐 | 財津哲雄   | 1980年03月17日 - 1982年03月15日                             | 宮崎大学 昭和32年卒     | 統合幕僚会議事務局第4幕僚室勤務              | 陸上自衛隊幹部候補生学校教育部長                              |
| 12 | 1等陸佐 | 坂本良一   | 1982年03月16日 - 1984年03月15日                             | 防大3期                 | 陸上幕僚監部装備部施設課建設班長             | 中部方面総監部装備部長                                        |
| 13 | 1等陸佐 | 岩崎寛良   | 1984年03月16日 - 1985年08月07日                             | 同志社大学 昭和30年卒   | 大久保駐屯地業務隊長                         | 第2混成団副団長                                               |
| 14 | 1等陸佐 | 出口猛     | 1985年08月08日 - 1987年07月06日                             | 防大3期                 | 陸上幕僚監部調査部勤務                       | 中部方面総監部総務部長                                        |
| 15 | 1等陸佐 | 渡邊一順   | 1987年07月07日 - 1990年03月15日                             | 防大3期                 | 中部方面総監部人事部勤務                     | 第1教育団副団長                                               |
| 16 | 1等陸佐 | 沼生淑康   | 1990年03月16日 - 1992年08月02日                             | 防大8期                 | 第1空挺団普通科群長                          | 防衛研究所所員                                                |
| 17 | 1等陸佐 | 石黒邦好   | 1992年08月03日 - 1995年03月22日                             | 防大7期                 | 大津駐屯地業務隊長                           | 第10師団司令部勤務                                            |
| 18 | 1等陸佐 | 黒川雄三   | 1995年03月23日 - 1997年03月31日                             | 防大11期                | 第36普通科連隊長                             | 陸上自衛隊幹部学校主任研究開発官                              |
| 19 | 1等陸佐 | 高久正人   | 1997年04月01日 - 1999年03月28日                             | 防大14期                | 第1普通科連隊長                              | 札幌駐屯地業務隊長                                            |
| 20 | 1等陸佐 | 塚田章     | 1999年03月29日 - 2001年06月28日                             | 防大19期                | 第8普通科連隊長 兼 米子駐屯地司令            | 情報本部                                                      |
| 21 | 1等陸佐 | 平川眞士   | 2001年06月29日 - 2003年11月30日                             | 防大16期                | 陸上自衛隊富士学校機甲科部 教育課長          | 陸上自衛隊幹部学校主任教官                                    |
| 22 | 1等陸佐 | 進藤進     | 2003年12月01日 - 2005年07月31日                             | 防大24期                | 陸上幕僚監部装備部通信電子課 総括班長        | 陸上幕僚監部防衛部 情報通信・研究課情報通信室長               |
| 23 | 1等陸佐 | 溝越正信   | 2005年08月01日 - 2008年03月31日                             | 防大23期                | 第72戦車連隊長                               | 武山駐屯地業務隊長                                            |
| 24 | 1等陸佐 | 吉岡聖二   | 2008年04月01日 - 2009年11月30日                             | 防大22期                | 第4施設団副団長                              | 陸上自衛隊幹部学校主任教官                                    |
| 25 | 1等陸佐 | 萩庭賢了   | 2009年12月01日 - 2011年11月30日                             | 明治大学 昭和58年卒     | 第1混成団本部高級幕僚                        | 第2施設団副団長                                               |
| 26 | 1等陸佐 | 青井常治   | 2011年12月01日 - 2013年08月21日                             | 防大33期                | 陸上自衛隊幹部学校学校教官                   | 陸上幕僚監部人事部 募集・援護課募集・援護調整官               |
| 27 | 1等陸佐 | 中村賀津雄 | 2013年08月22日 - 2014年07月31日                             | 防大30期                | 陸上自衛隊関東補給処装備計画部長             | 中部方面後方支援隊副隊長                                      |
| 28 | 1等陸佐 | 重信勝利   | 2014年08月01日 - 2015年11月30日                             | 防大29期                | 中部方面後方支援隊副隊長                     | 陸上自衛隊需品学校副校長 兼 企画室長                          |
| 29 | 1等陸佐 | 酒瀬川友博 | 2015年12月01日 - 2017年11月30日                             | 防大31期                | 陸上自衛隊幹部学校学校教官                   | 守山駐屯地業務隊長                                            |
| 30 | 1等陸佐 | 河合龍也   | 2017年12月01日 - 2019年11月30日                             | 防大32期                | 普通科教導連隊長 兼 滝ヶ原駐屯地司令         | 陸上自衛隊中央業務支援隊副隊長                                |
| 31 | 1等陸佐 | 梶原新吾   | 2019年12月01日 - 2021年12月21日                             | 防大35期                | 陸上自衛隊教育訓練研究本部                   | 防衛研究所教育部教育課程運営室長                              |
| 32 | 1等陸佐 | 小田剛     | 2021年12月22日 - 2024年03月20日                             | 防大40期                | 陸上自衛隊教育訓練研究本部 主任教官          | 陸上自衛隊教育訓練研究本部勤務                                |
| 33 | 1等陸佐 | 上田俊博   | 2024年03月21日 - 2025年07月31日                             | 東海大学 平成4年卒      | 陸上総隊司令部報道官                         | 統合幕僚監部総務部総務課 連絡調整業務室長                     |
| 34 | 1等陸佐 | 谷本秀典   | 2025年08月01日 -                                            |                         | 陸上自衛隊教育訓練研究本部勤務               |                                                               |